# 突火枪
突火枪，亦稱吐火枪，宋朝发明，使用大毛竹，内填火药、子窠（某種彈丸），点燃后可以喷出火焰和彈丸，如果对准敌人脸，可以攻擊耳目。声闻一百五十步。
兩軍作戰使用突火槍時，突然產生大量迎面而來的火光、聲響、彈丸和煙霧，作戰時有威嚇或阻攔敵軍前進的作用。
。